# 韓昌洙
韓 昌洙（ハン・チャンス、한창수、1862年1月19日 - 1933年10月7日）は、大韓帝国末期の官僚、日本統治時代の朝鮮における朝鮮貴族（男爵）。本貫は清州（清州韓氏）、字は景文（경문）、号は穎愛（영애）。

## 生涯
漢城府出身。大提学を務めた韓章錫の息子として生まれ、韓胤錫（한윤석）の養子として入籍した。
1888年に科挙に及第し、おもに承政院で官職に就き、1895年には漢城裁判所の判事となった。外国語に堪能で、官立漢城外国語学校、漢城師範学校（한성사범학교）の校長職も務め、ヨーロッパ地域で外交官として勤務したこともあった。
外交関係の官職を務め、日本に出入りしながら親日勢力に近づいた後、1910年の日韓併合条約締結後、日本政府から男爵の爵位を授爵され、朝鮮総督府中枢院の顧問に任命された。日帝の信任を受けて高宗や純宗ら王室を専担する李王職長官（이왕직 장관）も歴任した。
韓昌洙は、躊躇ない親日的言行に加えて、李王職長官を務めながら高宗の一人娘の徳恵翁主を幼い年齢で日本に留学させて、日本人と強制的に結婚させ、彼女が結局精神病を患ったことで、怒りの標的となった。韓昌洙が李王職掌侍局長在職中に、高宗が死亡したが、高宗毒殺説では、李完用、李埼鎔、尹徳栄、韓相鶴（한상학）、安商浩らとともに名前が上がったりもする。
権勢に絡んだ経済にも通じており、日本統治時代の朝鮮における朝鮮貴族の中でも最も裕福に暮らし、1960年の報道によると、孫がソウル城北区で裕福に暮らしていたという。

## 家族関係
- 曽祖父：韓元履（한원리）
- 曽祖母：豊山洪氏（풍산 홍씨）
- 曽祖母：陰城朴氏（음성 박씨）
  - 養祖父：韓直敎（한직교、韓元履の長男）
  - 養祖母：全州李氏（전주 이씨）
    - 養父：韓胤錫（한윤석）
    - 養母：陰城朴氏（음성 박씨）

  - 実祖父：韓弼敎（한필교、韓元履の三男）
  - 実祖母：豊山洪氏（풍산 홍씨）
  - 実祖母：晋州姜氏ないし晋州康氏（진주 강씨 - 曖昧さ回避）
    - 実父：韓章錫（한장석）
    - 実母：韓山李氏（한산 이씨）
      - 本妻：南陽洪氏（남양 홍씨 - 曖昧さ回避、洪ジョンソ（홍종서）の娘）
        - 長男：韓相億（한상억）
        - 長男の妻：豊壌趙氏（풍양 조씨）
        - 長男の妻：全州李氏（전주 이씨）
        - 長女：海平尹氏（朝鮮語版） ユンホンソプ（윤홍섭）に嫁ぐ

      - 後妻：慶州崔氏（경주 최씨）
        - 養子：韓相琦（한상기）

## 没後
2002年に民族正気を立てる国会議員の会が発表した親日派708人名簿と、2008年に民族問題研究所が公開した親日人名辞典収録者名簿に、自身の男爵の爵位を受け継いだ息子の韓相琦とともに選ばれた。2009年に親日反民族行為真相糾明委員会が発表した親日反民族行為705人名簿にも含まれた。
2007年5月2日、大韓民国の親日反民族行為者財産調査委員会は、韓昌洙の財産を国家に還収することを決定し、11月22日には、親日反民族行為者財産の国家帰属に関する特別法施行以後に第三者へ処分した財産についても、国家帰属決定を下した。